# Sombor
Sombor (in serbo Сомбор?; in ungherese Zombor; in ruteno Зомбор) è una città serba ed un comune del distretto della Bačka Occidentale nel nord-ovest della provincia autonoma della Voivodina, al confine con l'Ungheria e la Croazia.
Negli ultimi tempi ha assunto particolare notorietà per essere la città natale del campione NBA Nikola Jokic, il quale vi fa spesso ritorno.
Nel 1999 la città venne bombardata dagli aerei NATO.